# Liste der Mitglieder der American Academy of Arts and Sciences/1805
Im Jahr 1805 wählte die American Academy of Arts and Sciences 8 Personen zu ihren Mitgliedern.

## Neugewählte Mitglieder
- Aaron Bancroft (1755–1839)
- John Eliot (1754–1813)
- Levi Hedge (1766–1844)
- Rufus King (1755–1827)
- Henry Knox (1750–1806)
- Olof Peter Swartz (1760–1818)
- John Treadwell (1745–1823)
- Benjamin Vaughan (1751–1835)